# Karlsruher SC
Karlsruher SC este un club de fotbal din Germania care evoluează în 2. Bundesliga.